# 德米特里·科贝尔金
德米特里·尼古拉耶维奇·科贝尔金（羅馬化：Dmitriy Nikolayevich Kobylkin；1971年7月7日—）是一位俄罗斯政治家，于2012年5月4日至2018年5月29日期间担任亚马尔-涅涅茨自治区行政长官。2018年5月至2020年11月，他担任俄罗斯自然资源与环境保护部长。

## 制裁
科贝尔金于2022年因俄乌战争而受到欧盟制裁。